# Vladímir Morózov (nadador)
Para otras personas con este nombre, véase Vladímir Morózov.
Vladímir Víktorovich Morózov –en ruso, Владимир Викторович Морозов– (Novosibirsk, 16 de junio de 1992) es un deportista ruso que compite en natación.
Participó en tres Juegos Olímpicos de Verano, obteniendo una medalla de bronce en Londres 2012, en la prueba de 4 × 100 m libre, el cuarto lugar en Río de Janeiro 2016 (4 × 100 m libre y 4 × 100 m estilos) y el séptimo en Tokio 2020 (4 × 100 m libre).
Ganó seis medallas en el Campeonato Mundial de Natación entre los años 2013 y 2019, y 23 medallas en el Campeonato Mundial de Natación en Piscina Corta entre los años 2012 y 2021.
Además obtuvo siete medallas en el Campeonato Europeo de Natación, en los años 2014 y 2018, y 27 medallas en el Campeonato Europeo de Natación en Piscina Corta entre los años 2012 y 2021.

## Palmarés internacional
| Juegos Olímpicos                    | Juegos Olímpicos        | Juegos Olímpicos  | Juegos Olímpicos        |
| Año                                 | Lugar                   | Medalla           | Prueba                  |
| ----------------------------------- | ----------------------- | ----------------- | ----------------------- |
| 2012                                | Londres (Reino Unido)   | Medalla de bronce | 4 × 100 m libre         |
| Campeonato Mundial                  |                         |                   |                         |
| Año                                 | Lugar                   | Medalla           | Prueba                  |
| 2013                                | Barcelona (España)      | Medalla de plata  | 50 m libre              |
| 2013                                | Barcelona (España)      | Medalla de bronce | 4 × 100 m libre         |
| 2015                                | Kazán (Rusia)           | Medalla de plata  | 4 × 100 m libre         |
| 2017                                | Budapest (Hungría)      | Medalla de bronce | 4 × 100 m estilos       |
| 2019                                | Gwangju (Corea del Sur) | Medalla de plata  | 4 × 100 m libre         |
| 2019                                | Gwangju (Corea del Sur) | Medalla de bronce | 4 × 100 m estilos       |
| Campeonato Mundial en Piscina Corta |                         |                   |                         |
| Año                                 | Lugar                   | Medalla           | Prueba                  |
| 2012                                | Estambul (Turquía)      | Medalla de oro    | 50 m libre              |
| 2012                                | Estambul (Turquía)      | Medalla de oro    | 100 m libre             |
| 2012                                | Estambul (Turquía)      | Medalla de plata  | 4 × 100 m estilos       |
| 2014                                | Doha (Catar)            | Medalla de oro    | 4 × 50 m libre          |
| 2014                                | Doha (Catar)            | Medalla de plata  | 100 m estilos           |
| 2014                                | Doha (Catar)            | Medalla de plata  | 4 × 100 m libre         |
| 2014                                | Doha (Catar)            | Medalla de plata  | 4 × 50 m libre mixto    |
| 2016                                | Windsor (Canadá)        | Medalla de oro    | 4 × 50 m libre          |
| 2016                                | Windsor (Canadá)        | Medalla de oro    | 4 × 100 m libre         |
| 2016                                | Windsor (Canadá)        | Medalla de oro    | 4 × 50 m estilos        |
| 2016                                | Windsor (Canadá)        | Medalla de oro    | 4 × 100 m estilos       |
| 2016                                | Windsor (Canadá)        | Medalla de oro    | 4 × 50 m libre mixto    |
| 2016                                | Windsor (Canadá)        | Medalla de plata  | 50 m libre              |
| 2016                                | Windsor (Canadá)        | Medalla de plata  | 100 m braza             |
| 2018                                | Hangzhou (China)        | Medalla de oro    | 50 m libre              |
| 2018                                | Hangzhou (China)        | Medalla de plata  | 100 m libre             |
| 2018                                | Hangzhou (China)        | Medalla de plata  | 4 × 50 m libre          |
| 2018                                | Hangzhou (China)        | Medalla de plata  | 4 × 100 m libre         |
| 2018                                | Hangzhou (China)        | Medalla de plata  | 4 × 100 m estilos       |
| 2018                                | Hangzhou (China)        | Medalla de bronce | 4 × 50 m libre mixto    |
| 2021                                | Abu Dabi (EAU)          | Medalla de oro    | 4 × 50 m estilos        |
| 2021                                | Abu Dabi (EAU)          | Medalla de plata  | 4 × 50 m libre          |
| 2021                                | Abu Dabi (EAU)          | Medalla de bronce | 4 × 50 m libre mixto    |
| Campeonato Europeo                  |                         |                   |                         |
| Año                                 | Lugar                   | Medalla           | Prueba                  |
| 2014                                | Berlín (Alemania)       | Medalla de oro    | 50 m espalda            |
| 2014                                | Berlín (Alemania)       | Medalla de plata  | 4 × 100 m libre         |
| 2014                                | Berlín (Alemania)       | Medalla de plata  | 4 × 100 m libre mixto   |
| 2014                                | Berlín (Alemania)       | Medalla de bronce | 4 × 100 m estilos mixto |
| 2018                                | Glasgow (Reino Unido)   | Medalla de oro    | 4 × 100 m libre         |
| 2018                                | Glasgow (Reino Unido)   | Medalla de plata  | 4 × 100 m estilos       |
| 2018                                | Glasgow (Reino Unido)   | Medalla de plata  | 4 × 100 m estilos mixto |
| Campeonato Europeo en Piscina Corta |                         |                   |                         |
| Año                                 | Lugar                   | Medalla           | Prueba                  |
| 2012                                | Chartres (Francia)      | Medalla de oro    | 100 m libre             |
| 2012                                | Chartres (Francia)      | Medalla de oro    | 100 m estilos           |
| 2012                                | Chartres (Francia)      | Medalla de plata  | 50 m libre              |
| 2012                                | Chartres (Francia)      | Medalla de plata  | 4 × 50 m libre          |
| 2012                                | Chartres (Francia)      | Medalla de plata  | 4 × 50 m estilos        |
| 2012                                | Chartres (Francia)      | Medalla de plata  | 4 × 50 m libre mixto    |
| 2012                                | Chartres (Francia)      | Medalla de bronce | 50 m espalda            |
| 2013                                | Herning (Dinamarca)     | Medalla de oro    | 50 m libre              |
| 2013                                | Herning (Dinamarca)     | Medalla de oro    | 100 m libre             |
| 2013                                | Herning (Dinamarca)     | Medalla de oro    | 100 m estilos           |
| 2013                                | Herning (Dinamarca)     | Medalla de oro    | 4 × 50 m libre          |
| 2013                                | Herning (Dinamarca)     | Medalla de oro    | 4 × 50 m estilos        |
| 2013                                | Herning (Dinamarca)     | Medalla de oro    | 4 × 50 m libre mixto    |
| 2017                                | Copenhague (Dinamarca)  | Medalla de oro    | 50 m libre              |
| 2017                                | Copenhague (Dinamarca)  | Medalla de oro    | 4 × 50 m libre          |
| 2017                                | Copenhague (Dinamarca)  | Medalla de oro    | 4 × 100 m libre         |
| 2017                                | Copenhague (Dinamarca)  | Medalla de oro    | 4 × 50 m libre mixto    |
| 2019                                | Glasgow (Reino Unido)   | Medalla de oro    | 50 m libre              |
| 2019                                | Glasgow (Reino Unido)   | Medalla de oro    | 100 m libre             |
| 2019                                | Glasgow (Reino Unido)   | Medalla de oro    | 50 m braza              |
| 2019                                | Glasgow (Reino Unido)   | Medalla de oro    | 4 × 50 m libre          |
| 2019                                | Glasgow (Reino Unido)   | Medalla de oro    | 4 × 50 m estilos        |
| 2019                                | Glasgow (Reino Unido)   | Medalla de oro    | 4 × 50 m libre mixto    |
| 2019                                | Glasgow (Reino Unido)   | Medalla de oro    | 4 × 50 m estilos mixto  |
| 2021                                | Kazán (Rusia)           | Medalla de plata  | 4 × 50 m estilos        |
| 2021                                | Kazán (Rusia)           | Medalla de bronce | 50 m libre              |
| 2021                                | Kazán (Rusia)           | Medalla de bronce | 4 × 50 m libre          |